# فهرست میراث جهانی در لوکزامبورگ
میراث جهانی در لوکزامبورگ تا تاریخ ۲۰۲۵ شامل یک اثر ثبت شده در کشور لوکزامبورگ است که توسط میراث جهانی ثبت شده است.
سایت‌های سازمان میراث جهانی آموزشی، علمی و فرهنگی سازمان ملل متحد، یونسکو، مکان‌هایی هستند که دارای اهمیت فرهنگی یا طبیعی هستند، همان‌طور که در پیمان‌نامه میراث جهانی، که در سال ۱۹۷۲ تأسیس شده، شرح داده شده است. لوکزامبورگ این پیمان‌نامه را در ۲۸ سپتامبر ۱۹۸۳ پذیرفت و از آن هنگام، مکان‌های طبیعی و فرهنگی لوکزامبورگ واجد شرایط برای گنجانده شدن در فهرست میراث جهانی هستند.
لوکزامبورگ در ۲۸ سپتامبر ۱۹۸۳ به کنوانسیون پیوست. این کشور تنها یک محل در فهرست میراث جهانی دارد که پایتخت آن، شهر لوکزامبورگ، است و هیچ میراث آزمایشی دیگری معرفی نشده است.

## میراث جهانی
سایت‌ها با ده معیار فهرست می‌شوند. هر ورودی باید دست‌کم یکی از معیارها را داشته باشد.
| # | نگاره    | نام            | موقعیت         | سال  | ش ثبتمعیارها | شرح | م     |
| ۱ | نمای شهر | شهر لوکزامبورگ | شهر لوکزامبورگ | ۱۹۹۴ | ۶۹۹(iv)      | این شهر در حوالی قلعه‌ای که در قرن ۱۰ ساخته شده بود بر روی یک صخره تقریباً غیرقابل دسترسی توسعه یافت. به دلیل موقعیت استراتژیک، چندین بار در میان قدرتهای بزرگ اروپایی دست به دست شد و استحکامات دائماً به روز می‌شدند. این شهر یکی از بزرگ‌ترین قلعه‌های اروپا بود. استحکامات اصلی از قرن شانزدهم تا ۱۸۶۷ کاربرد نظامی داشت. | [ ۵ ] |